# Taui Hatim
Taui Hatim (em árabe: طوي حاتم; romaniz.: Tawi Hatim‎) é uma localidade da província Sudeste e do vilaiete de Alcamil e Aluafi, no Omã. Segundo censo de 2010, havia 578 residentes, 35 estrangeiros e 543 omanis. Compreende uma área de 5 quilômetros quadrados. Em 2021, foi uma das localidades omanis que sofreram com as fortes chuvas que caíram sobre o país.